# Потум
Потум (њем. Pottum) општина је у њемачкој савезној држави Рајна-Палатинат. Једно је од 192 општинска средишта округа Вестервалд. Према процјени из 2010. у општини је живјело 1.029 становника. Посједује регионалну шифру (AGS) 7143284.

## Географски и демографски подаци
Потум се налази у савезној држави Рајна-Палатинат у округу Вестервалд. Општина се налази на надморској висини од 420 метара. Површина општине износи 4,4 km². У самом мјесту је, према процјени из 2010. године, живјело 1.029 становника. Просјечна густина становништва износи 236 становника/km².